# Рожкова, Татьяна Ивановна
Татьяна Ивановна Рожкова (4 декабря 1937, Тегеран, Иран — 12 ноября 2018, Москва, Россия) — советская спортсменка и тренер по водным и горным лыжам. Первая чемпионка СССР по воднолыжному спорту. На первом чемпионате СССР в 1965 году Татьяна Рожкова стала обладательницей сразу трёх наград — золотой, серебряной и бронзовой медалей

## Биография
Родилась в Тегеране 4 декабря 1937 года.
Одна из первых Чемпионок СССР по водным лыжам, получавшая медаль из рук Юрия Гагарина и Григория Константиновича Гусева, Мастера спорта СССР, единственного спортсмена в истории советского воднолыжного спорта, сумевшего завоевать все четыре золотые медали воднолыжного многоборья на одном Чемпионате СССР (1970). Мастер спорта СССР международного класса по водным лыжам.
Учила Юрия Алексеевича Гагарина ездить на водных лыжах.
С 1977 года многолетний тренер СК «Малахит» Курчатовского института. Тренер Владимира Рянзина.
Много лет была судьёй и комментатором Кубков мира в Дубне, Россия.

## Семья
- Муж — Вадим Евге́ньевич Гиппенре́йтер
- Сын — Макар Вадимович Гиппенрейтер